# Абдуллаев, Вадим Вагиф оглы
Вадим Вагиф оглы Абдуллаев (азерб. Abdullayev Vadim Vaqif oğlu; род. 17 декабря 1994, Масаллы) — азербайджанский футболист, полузащитник клуба «Араз-Нахчыван».

## Биография
Вадим Абдуллаев родился в 1994 году в Массаллинском районе Азербайджана. В детском возрасте вместе с семьёй переехал в Россию. Футболом начал увлекаться после возвращения из России в Азербайджан. Первым любительским клубом Вадима был ФК «Ватан».
Вадим является воспитанником ФК «Баку», в дубле которого начинал свои выступления в 2011 году. Летом 2014 года он перешёл в «Симург». С лета 2015 года является игроком «Габалы».

## Статистика
Статистика выступлений в чемпионате Азербайджана по сезонам:
| № | Сезон     | Клуб   | Игр | Голов |
| - | --------- | ------ | --- | ----- |
| 1 | 2011/2012 | «Баку» | 1   | 0     |
| 2 | 2012/2013 | «Баку» | 1   | 0     |
| 3 | 2013/2014 | «Баку» | 14  | 0     |

## Сборная
Дебютировал в составе молодёжной сборной Азербайджана 10 октября 2013 года, в квалификационном матче Чемпионата Европы против сборной Норвегии в городе Драммен, завершившимся победой гостей со счётом 3:1. Отыграл при этом первые 46 минут матча.

## Достижения
- Обладатель Кубка Азербайджана: 2012